# Ян Кваст
Ян Кваст (нім. Jan Quast; 9 січня 1970, Росток, Мекленбург-Передня Померанія) — німецький боксер, призер Олімпійських ігор та чемпіонату Європи.

## Спортивна кар'єра
1987 року Ян Кваст зайняв третє місце на чемпіонаті світу серед юніорів.
1987 та 1988 року займав треті місця на чемпіонаті НДР. 1989 року став чемпіоном НДР.
На чемпіонатві Європи 1989 зайняв третє місце, програвши у півфіналі Івайло Марінову (Болгарія).
На чемпіонаті світу 1989 програв у чвертьфіналі Кім Дон Нем (Північна Корея).
1990 та 1991 року Кваст став чемпіоном возз'єднаної Німеччини.
На чемпіонаті світу 1991 та чемпіонаті Європи 1991 вибував з боротьби за нагороди у 1/8 фіналу.
На Олімпійських іграх 1992 досяг найбільшого успіху в кар'єрі, завоювавши бронзову медаль.
- В 1/16 фіналу переміг Мухамеда Збір (Марокко) — 6-0
- В 1/8 фіналу переміг Прамуансак Фосуван (Таїланд) — 11-2
- У чвертьфіналі переміг Валентина Барбу (Румунія) — 15-7
- У півфіналі програв Данієлю Петрову (Болгарія) — 9-15

1993 року на чемпіонаті Європи програв у чвертьфіналі Едуарду Гайфулліну (Росія), а на чемпіонаті світу в 1/8 фіналу — Данієлю Петрову.
На чемпіонаті світу 1995 вибув з боротьби за нагороди у 1/8 фіналу, поступившись в напруженному бою Хуану Рамірес (Куба) — 9-9(+).
1995 року Кваст взяв участь у чемпіонаті світу серед військовослужбовців, на якому поступився у півфіналі Володимиру Сидоренко (Україна) і отримав бронзову медаль.
На чемпіонаті Європи 1996 програв в першому бою Олегу Кирюхіну (Україна).
На чемпіонаті світу 1997 Кваст дебютував в категорії до 51 кг і, програвши в першому бою Петеру Балажу (Словаччина), завершив виступи.